# Fred Walton
Fred Walton (nascut el 1949) és un director de cinema i guionista nord-americà. Entre les seves pel·lícules hi ha When a Stranger Calls, April Fool's Day, Els crims del rosari, I Saw What You Did, When a Stranger Calls Back and The Stepford Husbands.
Nascut al voltant de 1950, Walton es va criar a Chevy Chase (Maryland). Es va graduar a la Denison University, on es va especialitzar en teatre. A partir del 2016, Walton va residir a Portland, Oregon, on viu des de la dècada de 1990.

## Filmografia
| Títol                      | Any  | Director | Guionista | Notes                                              |
| -------------------------- | ---- | -------- | --------- | -------------------------------------------------- |
| The Sitter                 | 1977 | Sí       | Sí        | Curtmetratge                                       |
| When a Stranger Calls      | 1979 | Sí       | Sí        | Opera prima                                        |
| La rebel·lió de Hadley     | 1983 | Sí       | Sí        | Cinema                                             |
| Alfred Hitchcock Presents  | 1985 | Sí       | Sí        | Sèrie de televisió (Segment: "An Unlocked Window") |
| April Fool's Day           | 1986 | Sí       |           | Cinema                                             |
| Miami Vice                 | 1986 | Sí       |           | Sèrie de televisió (Episodi: "Streetwise")         |
| Els crims del rosari       | 1987 | Sí       | Sí        | Cinema                                             |
| I Saw What You Did         | 1988 | Sí       |           | Telefilm                                           |
| Trapped                    | 1989 | Sí       | Sí        | Telefilm                                           |
| Assassinat al paradís      | 1990 | Sí       |           | Telefilm                                           |
| The Price She Paid         | 1992 | Sí       |           | Telefilm                                           |
| Homewrecker                | 1992 | Sí       | Sí        | Telefilm                                           |
| When a Stranger Calls Back | 1993 | Sí       | Sí        | Telefilm                                           |
| Dead Air                   | 1994 | Sí       |           | Telefilm                                           |
| The Courtyard              | 1995 | Sí       |           | Telefilm                                           |
| The Stepford Husbands      | 1996 | Sí       |           | Telefilm                                           |